# 张晓燕 (1963年)
张晓燕（1963年4月—），女，满族，辽宁葫芦岛人，中华人民共和国政治人物。曾任卢氏县县长兼县委副书记，分管审计局。2021年7月卸任卢氏县县长职务，现任三门峡市人大常委会党组成员兼副主任。

## 生平
1984年12月加入中国共产党，1986年7月参加工作。2012年8月调入河南省三门峡市卢氏县工作，进入卢氏县官场，任中共卢氏县委副书记兼县长，辅佐两任县委书记王战方和王清华。
张晓燕在担任卢氏县县长期间，展现出其亲民为民的一面，在网络媒体上亲自为卢氏县做介绍，力图招商引资，也取得了一定的成效。即使王战方倒行逆施，大搞形象工程和政绩工程，但是在张晓燕的努力下，卢氏县对外一直保持着较好的口碑和形象。王清华担任卢氏县县委书记后，张晓燕辅佐王清华为卢氏县兴建了一大批民生工程，如迎宾洛河大桥、蒙华铁路卢氏站、卢氏县中医院等。
2021年7月7日，卢氏县领导干部会议召开，宣布三门峡市委决定：刘万增任县委副书记（后在7月12日的人大会上当选为代理县长），张晓燕不再担任县委副书记、常委、委员，县政府县长职务。